# 黑背奇鹛
黑背奇鹛（学名：Heterophasia melanoleuca），是画眉科奇鹛属的一种。分布于缅甸、泰国、老挝、中国大陆（四川、贵州、广西、云南等地）和越南。
黑头奇鹛的平均体重约为32.6克。栖息地为亚热带或热带的湿润山地林。该物种的模式产地在缅甸Tenasserim。

## 亚种
- 黑背奇鹛西南亚种（学名：Heterophasia melanoleuca desgodinsi）。分布于缅甸以及中国大陆的四川、贵州、广西、云南等地。该物种的模式产地在西藏昌都澜沧江上游。[3]